# Branko Lustig

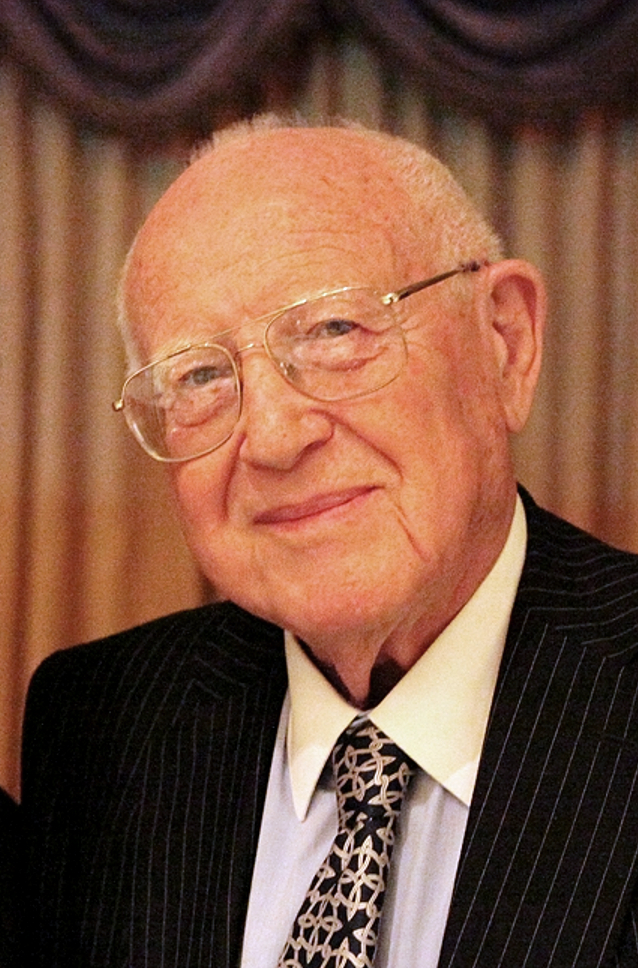
Branko Lustig (2009)

Branko Lustig (* 10. Juni 1932 in Osijek,  Königreich Jugoslawien; † 14. November 2019 in Zagreb, Kroatien) war ein jugoslawischer und kroatischer Filmproduzent und Schauspieler.

## Leben
Branko Lustig, der einer jüdischen Familie entstammt, war als Kind während des Zweiten Weltkriegs in den Konzentrationslagern Auschwitz und Bergen-Belsen interniert.
Er begann seine Karriere im Filmgeschäft als Regieassistent bei der in Zagreb ansässigen Filmproduktionsfirma Jadran Film. 1956 arbeitete er als Produktionsleiter an Schau nicht zurück, mein Sohn (Ne okreći se sine), einem beachtenswerten Zweiter-Weltkrieg-Drama. In den 1980er Jahren arbeitete Lustig an der Miniserie Der Feuersturm (1983) und an der Fortsetzung Feuersturm und Asche (1988). Im selben Jahr zog er in die Vereinigten Staaten.
Er gewann 1994 als erster Kroate einen Oscar, als er als Produzent von Steven Spielbergs Film Schindlers Liste den Preis für den Besten Film erhielt. Für den gleichen Film wurde er auch mit dem Golden Globe ausgezeichnet. Lustig übernahm in der ersten Szene des Films auch die Rolle des Oberkellners im Krakauer Nachtclub.
2001 erhielt er seinen zweiten Oscar und den Golden Globe für Gladiator.
Branko Lustig ist der einzige Kroate, der zweimal mit dem Oscar ausgezeichnet wurde. Lustig arbeitete als Produzent bzw. leitender Produzent an Filmen wie Projekt: Peacemaker (1997), Hannibal (2001) und Black Hawk Down (2001).
Der kroatische Präsident Franjo Tuđman verlieh ihm für seine Arbeit den „Orden von Herzog Trpimir“. 2008 wurde ihm als erstem Filmschaffenden die Ehrendoktorwürde der Universität Zagreb verliehen. Im selben Jahr gründete er mit Phil Blazer in Los Angeles die Produktionsfirma Six Point Films, „um tiefer gehende und zum Nachdenken anregende Filme zu produzieren“. Lustig war seit 2008 Ehrenpräsident des Jüdischen Filmfestivals Zagreb.
Im November 2009 wurde er vom Los Angeles Museum of the Holocaust im Rahmen des zweiten „Annual Dinners“ in Beverly Hills mit Gedenkdienst-Gründer Andreas Maislinger für sein Engagement für das Gedenken an den Holocaust geehrt. Die Laudatio hielt die Holocaust-Überlebende Renée Firestone. 2011 hat er an den von Andreas Maislinger organisierten 20. Braunauer Zeitgeschichte-Tagen „Schwieriges Erbe“ teilgenommen und sich für das Projekt Haus der Verantwortung ausgesprochen.

## Filmografie (Auswahl)
Executive Producer
- 1969 Adam i Eva (Fernsehfilm)
- 1969: Događaj
- 2001: Hannibal
- 2001: Black Hawk Down
- 2005: Königreich der Himmel (Kingdom of Heaven)
- 2006: Ein gutes Jahr (A Good Year)
- 2007: American Gangster

Associate Producer
- 1983: Der Feuersturm (The Winds of War)
- 1988: Feuersturm und Asche (War and Remembrance)

Producer
- 1989: Drogenkrieg (Drug Wars: The Camarena Story)
- 1991: Wedlock
- 1992: Intruders – Die Aliens sind unter uns (Intruders)
- 1993: Schindlers Liste (Schindler’s List)
- 1997: Projekt: Peacemaker (The Peacemaker)
- 2000: Gladiator

Regieassistent
- 1969: Die Blechtrommel

Schauspieler
- 1962: Kozara
- 1963: Mit Karl May im Orient
- 1975: Bauernaufstand anno domini 1573 (Seljacka buna 1573)
- 1984: Memed, mein Falke (Memed My Hawk)
- 1993: Schindlers Liste (Schindler’s List)
- 1997: Projekt: Peacemaker (The Peacemaker)